# Academia Militar de Forças Blindadas de Malinovsky

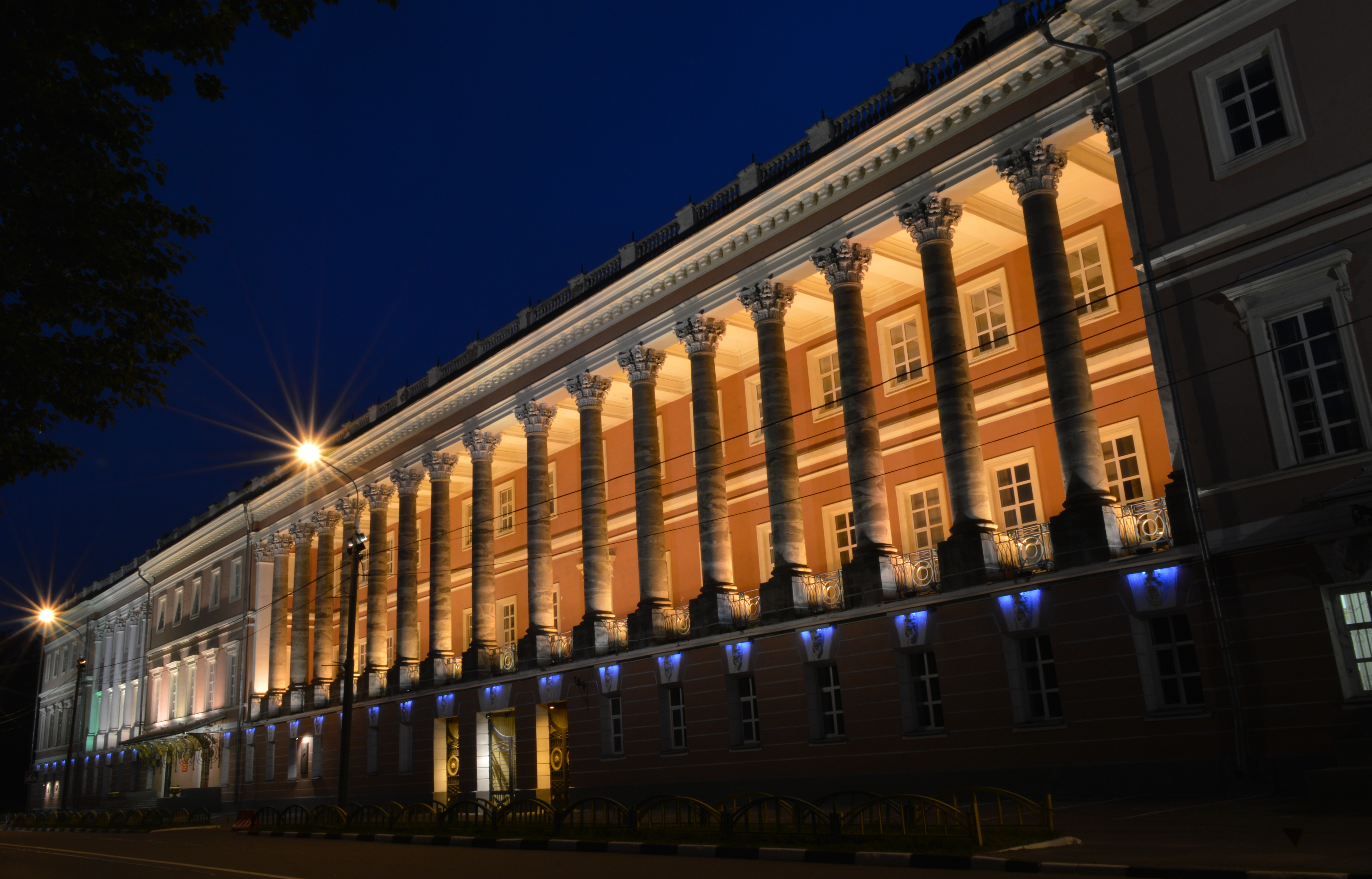
O prédio da Academia foi projetado para Catarina, a Grande, para servir como um palácio real

A Academia Militar de Forças Blindadas de Malinovsky (Военная академия бронетанковых войск имени Маршала Советского Союза Р. Я. Малиновского) foi uma das principais academias militares soviéticas. Foi sediada no distrito de Lefortovo, em Moscou, em um antigo palácio real.
A instituição foi estabelecida em 1932 como a "Academia JV Stalin do Programa de Mecanização e Motorização WPRA". Foi renomeado em homenagem ao Marechal Rodion Malinovsky em 1967. Sua missão era treinar comandantes, oficiais de estado-maior e engenheiros soviéticos e do Pacto de Varsóvia para unidades blindadas e mecanizadas. Os graduados mais qualificados foram selecionados para a "divisão de operações centralizadas" do Estado-Maior Geral. Os alunos ingressavam como capitães e majores, alguns como tenentes-coronéis. Os oficiais comandantes e oficiais de estado-maior passavam por um programa de três anos, enquanto os engenheiros eram ensinados por 4 anos. Ex-alunos notáveis incluíram Vasily Chuikov, Sergey Akhromeyev, Vladimir Tolubko, Boris Vasiliev, Aleksandr Blagonravov e Anatoly Kvashnin .

Em 1998, a Academia Malinovsky fundiu-se com a Academia Militar de Frunze para se tornar a "Academia de Armas Combinadas".